# 老鼠記者 (動畫)
《老鼠記者》是一部義大利兒童動畫電視劇，該動畫片基於伊麗莎白·達米所著的同名讀物《老鼠記者》。該系列由意大利工作室Atlantyca Entertainment和Rai Fiction製作，並與美國和法國的工作室合作。該劇共三季78集，於2009年9月15日在意大利Rai 2首播。

## 簡介
主角傑羅尼摩·斯蒂頓（Geronimo Stilton）是一位老鼠記者，也是傑羅尼摩·斯蒂頓媒體集團的負責人。他在妙鼠城（New Mouse City）和世界各地尋找新的獨家新聞，同時與他的侄子本傑明（Benjamin Stilton）、表弟特拉普（Trap Stilton）、妹妹蒂亞（Thea Stilton）和本傑明的朋友潘多拉·沃茲（Pandora Woz）一起冒險。

## 劇集
| 季數 | 集数 | 集数 | 首播日期       | 首播日期      |
| 季數 | 集数 | 集数 | 首映           | 季终          |
| ---- | ---- | ---- | -------------- | ------------- |
| 1    | 26   | 26   | 2009年9月15日  | 2010年3月18日 |
| 2    | 26   | 26   | 2011年10月24日 | 2012年4月16日 |
| 3    | 26   | 26   | 2016年10月8日  | 2017年2月28日 |

## 外部連結
- 官方网站
- 互联网电影数据库（IMDb）上《老鼠記者》的资料（英文）